# Internationale dag van het naakt tuinieren

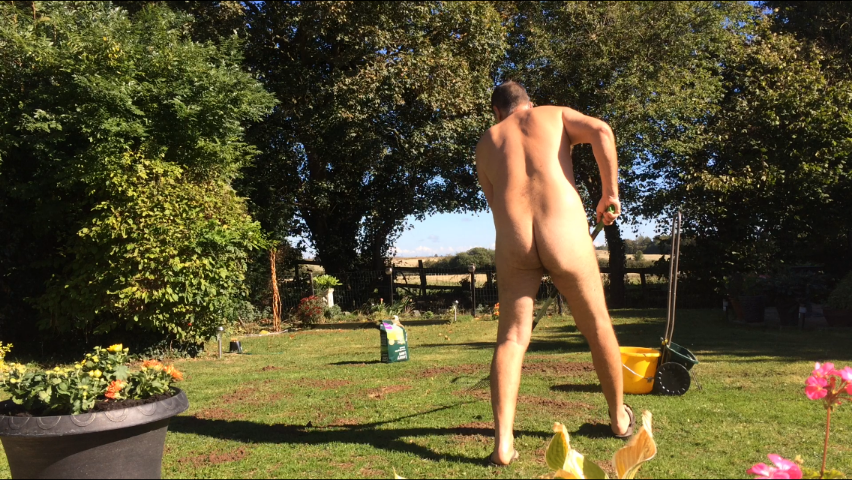
Naakt tuinieren.

De Internationale dag van het naakt tuinieren (Engels: World Naked Gardening Day of WNGD) wordt jaarlijks internationaal gehouden op de eerste zaterdag in mei.

## Amerikaanse oorsprong
De dag is in 2005 voor het eerst georganiseerd door de Amerikaanse nudistenorganisatie Body Freedom Collaborative (BFC), gesponsord door de American Association for Nude Recreation (AANR) en is daar gekoppeld aan de landelijke naturistenbeweging. De oprichters willen dat deze dag beleefd wordt als "luchtig" en van politiek verstoken.
De dag wordt gehouden omdat tuinieren met activiteiten als het onkruid wieden, bezig zijn met planten en snoeien, volgens de initiatiefnemers net zo goed naakt gedaan kunnen worden. In een AANR-persbericht, gepubliceerd tijdens de zesde jaarlijkse World Naked Gardening Day, werd het naakt tuinieren beschreven als een gezonde praktijk die aan een positief zelfbeeld kan bijdragen.
Hoewel veel activiteiten zonder kleding gedaan kunnen worden, komt volgens de organisatoren na het naaktzwemmen het tuinieren op de tweede plaats van activiteiten die mensen bereid zijn naakt te doen. Via de website van de Canadese krant The Hamilton Spectator worden mensen in de wereld uitgenodigd om hun deel van de "wereldtuin" te bewerken, “gekleed” zoals de natuur bedoeld heeft.

## Verenigd Koninkrijk

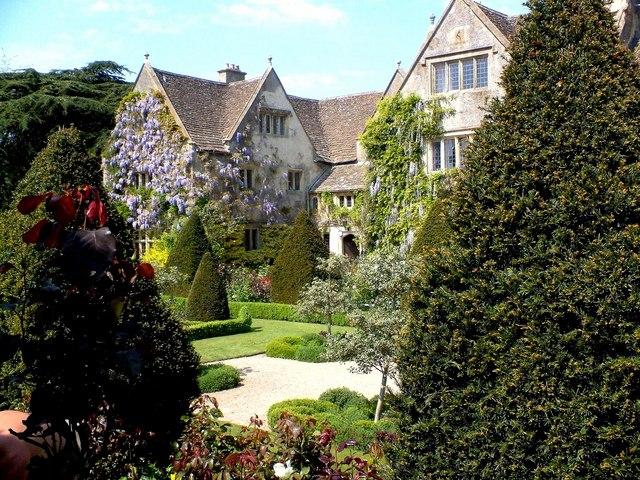
Abbey House Gardens in Malmesbury

Abbey House Gardens – een landgoed in Malmesbury, Engeland – is bekend van een aflevering van het door de BBC uitgezonden tv-programma Gardeners World, in juni 2002. Toen bleek dat de eigenaren graag naakt tuinieren. In 2005 werd door het landgoed, dat al opengesteld was voor het publiek, een "Clothes Optional Day" georganiseerd. Een dag waarop men zowel met als zonder kleren de tuinen in mocht. Ongeveer twee derde van de bezoekers genoten er die dag naakt.
Tijdens de viering van de vijfde World Naked Gardening Day in het Verenigd Koninkrijk in 2010, werden de mensen aangemoedigd om kledingvrij hun tuin in, of naar openbare parken, te gaan. 